# Bomílcar (Sufet)
Bomílcar fou un militar i polític cartaginès que va dirigir una part de l'exèrcit d'Hanníbal Barca quan aquest exèrcit creuava el Roine.
Era el pare d'Hannó. Sembla que va ser un dels sufets cartaginesos i que després va presidir el senat de la ciutat en el qual es va resoldre la Segona Guerra Púnica, segons diuen Polibi i Titus Livi.